# Teodor Rygier

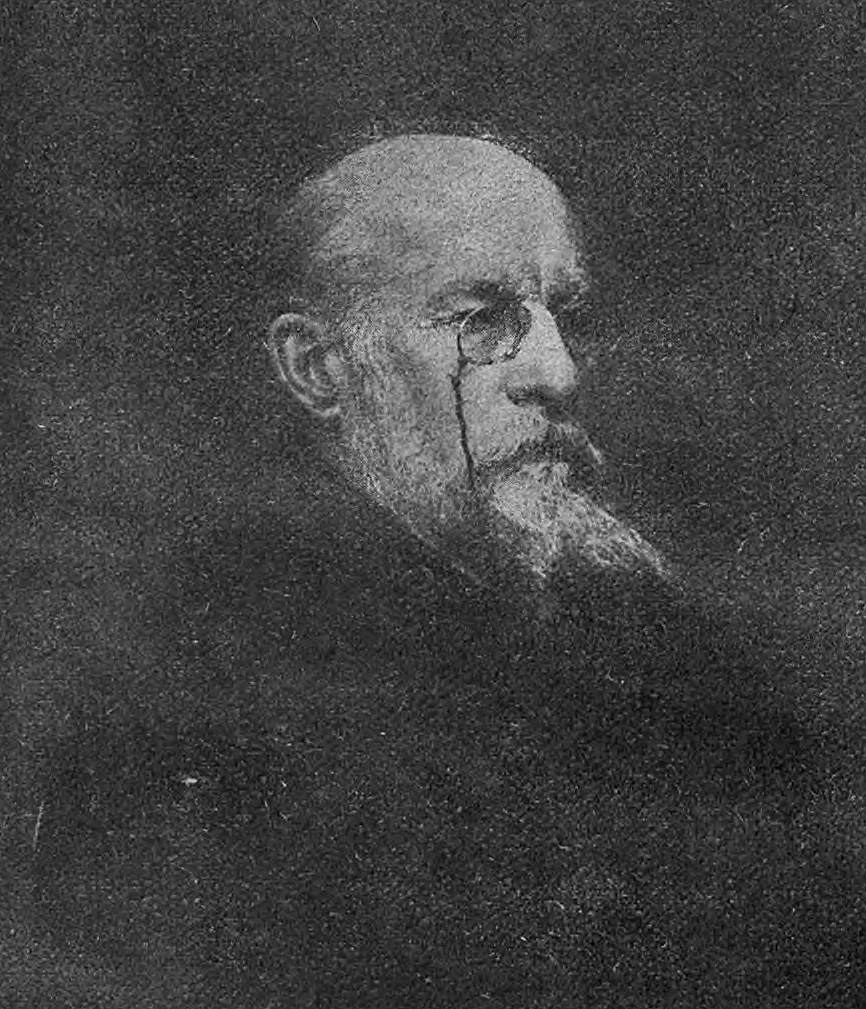
Teodor Rygier

Teodor Rygier (* 9. Oktober 1841 in Warschau; † 18. Dezember 1913 in Rom) war ein Warschauer Bildhauer, der hauptsächlich in Italien tätig war. Er schuf im Stil des Neoklassizismus.

## Leben und Werk
Rygier studierte an der Akademie der Bildenden Künste Warschau bei Konstanty Hegel und später in Dresden, München, Wien, Berlin und Paris. 1873 ließ er sich in Florenz nieder. 1888 zog er nach Rom. Er schuf zahlreiche Denkmäler, Medaillons und Büsten. Zu seinen bekanntesten Arbeiten gehört das Adam-Mickiewicz-Denkmal in Krakau. Weitere seiner Arbeiten befinden sich ebenfalls in Krakau und Lemberg. 
Seine Ehe blieb kinderlos, mit einem seiner Modelle hatte er eine Tochter.
Er wurde auf dem Campo Verano beigesetzt.